# Comidoblemmus
Comidoblemmus is een geslacht van rechtvleugeligen uit de familie krekels (Gryllidae). De wetenschappelijke naam van dit geslacht is voor het eerst geldig gepubliceerd in 2009 door Storozhenko & Paik.

## Soorten
Het geslacht Comidoblemmus  is monotypisch en omvat slechts de volgende soort:
- Comidoblemmus nipponensis (Shiraki, 1911)